# 도산초등학교 도남분교
도산초등학교 도남분교는 대한민국 경상남도 통영시 도산면 도산일주로 715 (저산리)에 있었던 분교이다.

## 연혁
- 1946년 10월 1일 저산공립국민학교 인가
- 1952년 3월 3일 도남국민학교로 교명 변경
- 1985년 2월 29일 병설유치원 설립 인가
- 1995년 3월 1일 도산국민학교 도남분교장
- 1996년 3월 1일 도산초등학교 도남분교장
- 1998년 3월 1일 폐교